# Adrien Tambay

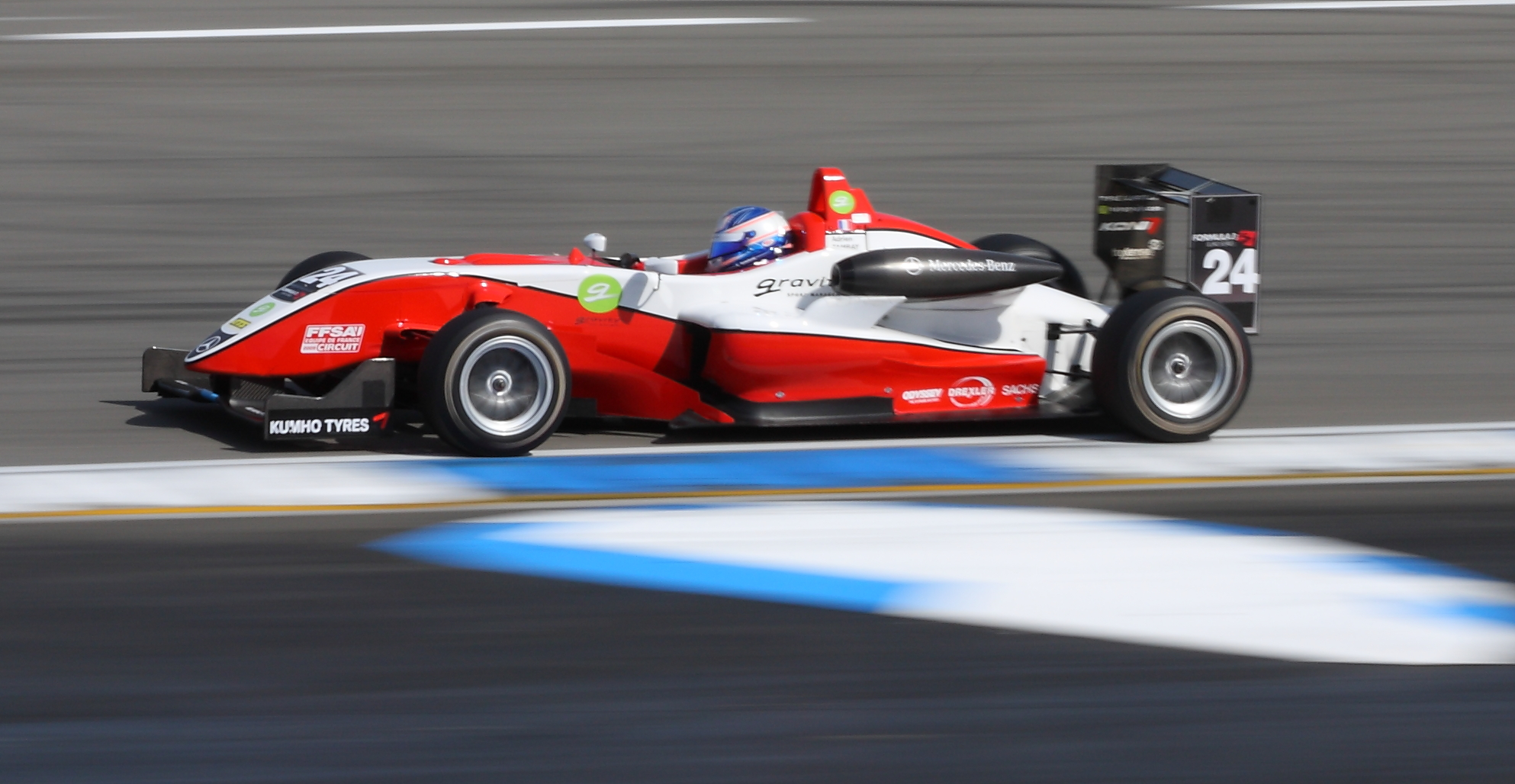
Adrien Tambay i Formula 3 Euro Series 2009.

Adrien Tambay, född 25 februari 1991 i Paris, är en fransk racerförare. Han är son till den tvåfaldiga Grand Prix-segraren i Formel 1; Patrick Tambay.

## Racingkarriär
Tambay började tävla inom formelbilsracing redan som sextonåring, och tillhörde toppen i Formula BMW ADAC 2007, då han slutade på fjärde plats totalt med två segrar, och Formula BMW Europe 2008. Under 2008 vann han båda tävlingarna i premiären, men lyckades sedan inte vinna något mer race under övriga säsongen. Han tog nio pallplaceringar totalt och slutade trea. 2009 fick Tambay chansen att köra i ART Grand Prix i Formula 3 Euro Series. Han lyckades dock aldrig riktigt bra, och lyckades som bäst ta en sjundeplats i ett race. Under säsongen missade han även att par tävlingar, efter att ha fått en huvudskada, när han spelat fotboll. Han slutade säsongen med noll poäng, samtidigt som hans teamkamrat och landsman, Jules Bianchi, vann mästerskapet stort.
Tambay lämnade därefter Formula 3 Euro Series, och gick till Auto GP. Han vann där race 1 på Autodromo Enzo e Dino Ferrari och gjorde en relativt jämn säsong, med många poängplaceringar. Totalplatsen under hans första säsong blev sexa. Tambay gjorde även ett par inhopp i GP3 Series, och vann till och med det andra racet på Circuit de Spa-Francorchamps. Säsongen 2011 startade med en bruten tävling på Autodromo Nazionale Monza i Auto GP, vilket resulterade i att Tambay fick starta på tolfte plats i det andra racet. Han gjorde där en riktigt bra start och plockade tio platser redan innan första kurvan. Han lyckades sedan hålla positionen och slutade på andra plats i racet.

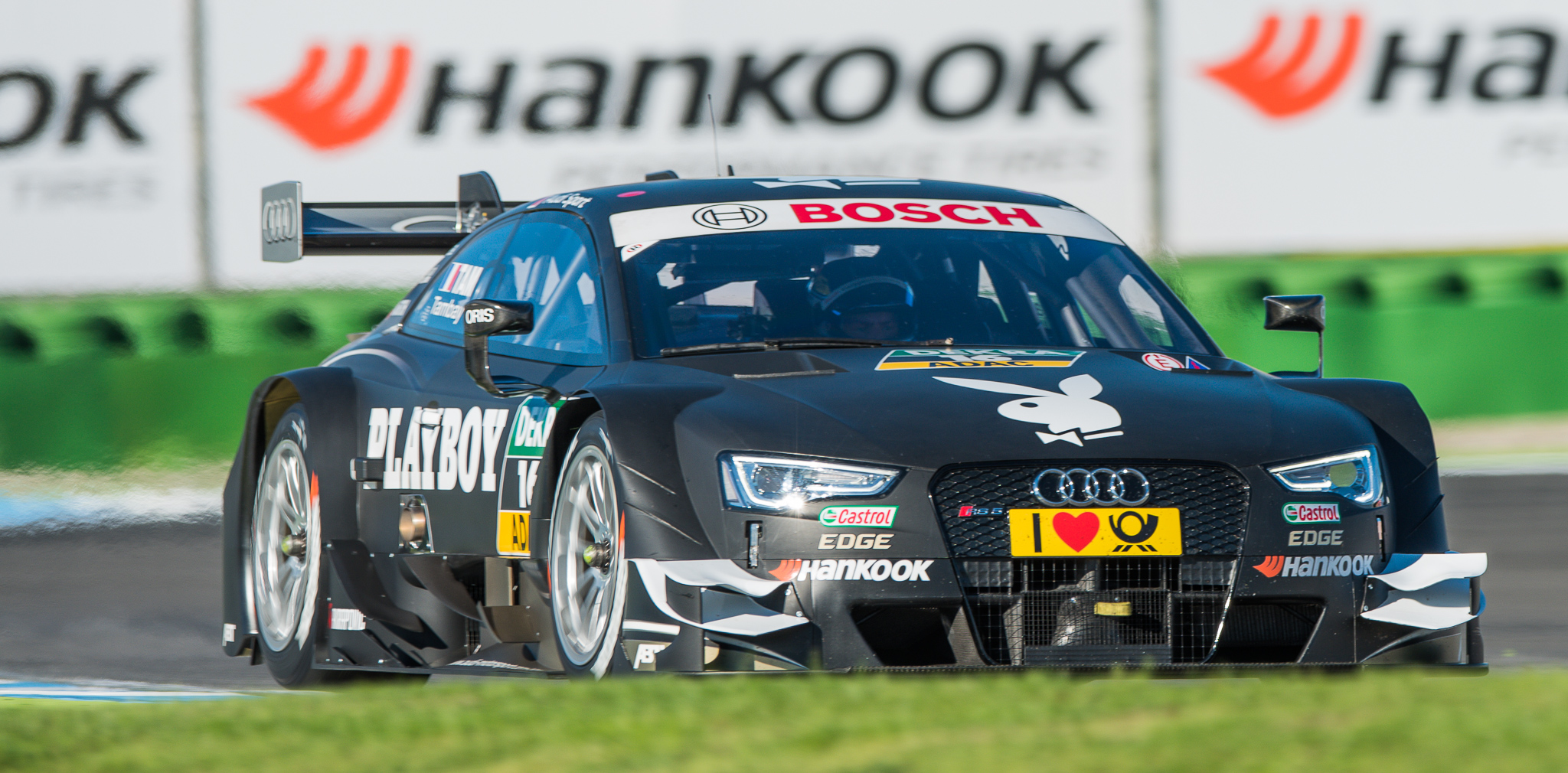
Adrien Tambay, Deutsche Tourenwagen Masters 2014 - Hockenheimring

| År                                               | Klass/Mästerskap                               | Team                   | Bil                       | Totalt/poäng   | Bästa placering              |
| ------------------------------------------------ | ---------------------------------------------- | ---------------------- | ------------------------- | -------------- | ---------------------------- |
| 2007                                             | Formula BMW ADAC                               | Josef Kaufmann Racing  | Mygale FB02 (BMW K1200RS) | 4:a/273p       | Två segrar                   |
| 2007                                             | Formula BMW USA                                | EuroInternational      | Mygale FB02 (BMW K1200RS) | 17:e/109p      | ?                            |
| 2007                                             | Formula BMW World Final                        | EuroInternational      | Mygale FB02 (BMW K1200RS) | 14:e           | 14:e                         |
| 2008                                             | Formula BMW Europe                             | Eifelland Racing       | Mygale FB02 (BMW K1200RS) | 3:a/260p       | Två segrar                   |
| 2008                                             | Formula BMW Americas                           | EuroInternational      | Mygale FB02 (BMW K1200RS) | -/0p           | 1:a på Road America (Race 3) |
| 2009                                             | Formula 3 Euro Series                          | ART Grand Prix         | Dallara F308 (Mercedes)   | -/0p           | Två sjundeplatser            |
| 2009                                             | Brittiska F3-mästerskapet - Invitational class | Manor Motorsport       | Dallara F309 (Mercedes)   | -/0p           | ?                            |
| 2009                                             | Tango Masters of Formula 3                     | ART Grand Prix         | Dallara F308 (Mercedes)   | Bröt           | Bröt                         |
| 2010                                             | Auto GP                                        | Charouz-Gravity Racing | Lola B05/52 (Zytek)       | 6:a/29p        | 1:a på Imola (Race 1)        |
| 2010                                             | GP3 Series                                     | Manor Racing           | Dallara GP3/10 (Renault)  | 20:e/6p        | 1:a på Spa (Race 2)          |
| 2011                                             | Auto GP                                        | DAMS                   | Lola B05/52 (Zytek)       | säsongen pågår | säsongen pågår               |
| 2011                                             | Formula Renault 3.5 Series                     | Pons Racing            | Dallara FR35 (Renault)    | säsongen pågår | säsongen pågår               |
| Senast uppdaterad: 2011-06-02 (4969 dagar sedan) |                                                |                        |                           |                |                              |